# STARKIDS
STARKIDS（スターキッズ）は、日本のヒップホップコレクティブである。Space Boy、BENXNI、TAHITI、levi、espeon、ROARからなる6人組ユニット。

## メンバー

### Space Boy
アメリカ・ハワイ州ホノルル出身。AMVのエディットを通じてSoundCloudを知り、楽曲作成に興味を持つ。ラップをはじめたのは16歳ごろのときであり、「ビーフ」した友人の「ディス曲」を作ったことがきっかけであった。「Space Boy」のMCネームも、高校生のとき考案したものであるが、なぜこの名前にしたかについては覚えていないという。また、高校在学中、バスに乗りながらグラフィティを描いていたところ、逮捕された。「アニメが好きで、アニメの中で住みたいと思って」、大学進学を期に日本に移住し、STARKIDSを結成した。

### espeon
ホノルル出身。母親が日本人であり、子供の頃より日本にはよく来ていた。MCネームである「espeon」はポケモンの名前であり（エーフィの英称）、「はじめて引いたカード」であったため気に入っていたという。小学生のときには母親が運転中に流していたという、Perfumeや宇多田ヒカルの楽曲をよく聴いていた。中学生のときにはボーカロイド音楽や、ナイトコアに傾倒した。また、この頃、自らがバイセクシャル・トランスフェミニンであることを意識しはじめた。高校時代には、「高校時代はずっとSoundCloudの音楽を聴きまわり、いろいろなものを聴くように」なった。Space Boyとは中学生からの幼馴染であり、大学進学を期に、家族も住んでいた日本に移住した。

### TAHITI
ハワイ出身。母親は日本人。「TAHITI」は本名。小学校3年生か4年生のころ、友人がSoulja Boyの『Souljaboytellem.com』を聴かせてくれたことを契機として音楽に傾倒しはじめる。また、AMVを通じてSoundCloudにも親しむようになる。17歳のときより楽曲制作をはじめた。進学のために日本に移住し、経済学の学位を取得した後、服飾学校に通っている。

### levi
東京出身。「levi」の名前の由来は、『進撃の巨人』のリヴァイ兵長。以前はJ-POPしか聴いていなかったものの、中学3年生のときカナダに留学したことを契機に、ヒップホップやEDMを聴きはじめるようになる。音楽をつくりはじめたのは大学進学時、18歳のときで、TAHITIと出会ったことが契機であった。

### BENXNI
千葉県旭市出身。クリスチャンの家庭に生まれ、「BENXNI（ベノニ）」の名前は、聖書の登場人物であるベニヤミン（ベン・オニ）に由来する。田舎住みで暇だったこともあり、ダンスミュージックをよく聴いており、自分で音楽を作ることに興味を持つようになった。もともとはインストゥルメンタルのみ作っていたが、YouTubeでフリースタイルの動画を見たことを契機として、ラップもはじめた。Soundcloudで見かけたSpace Boyの音源に興味を持ち、DMをおくったところ、当時結成中であったSTARKIDSに勧誘された。曲を作るために3時間以上かけて東京に来ていたという。

### ROAR
沖縄県石垣島出身。YouTubeでフリースタイルを観たことを契機として、中学校3年生のころにラップをはじめた。しかし、地元で音楽活動をすることに限界を感じ、上京した。STARKIDSとはライブで出会い、後にメンバーの一員となった。

## 歴史

### 結成
Space Boyが日本に移住し、Soundcloud経由でコレクティブを作ろうとしたことをきっかけに結成された。Space Boyとepseonは幼馴染であり、TAHITIはSoundcloud経由で、同じビートを使っていたことをきっかけとして知り合った。leviはTAHITIの共同制作者であった。また、このころSpace Boyを知ったBENXNIも彼に連絡を取り、結成中だったSTARKIDSのメンバーの一員となった。また、同じイベントでライブしていたROARとも知り合い、彼もまたSTARKIDSに参加した。
「STARKIDS」の名前は、グループチャットで決められた。この名前の由来について、Space Boyは各所で「永遠のスターキッズでいたいと思っていたから」と語っているものの、実際にはよく覚えていないという。

### キャリア
2020年12月19日に『R-RATED』、2021年11月1日に『4D』、2022年11月11日に『POP』をリリースした。2023年にインディペンデントレーベル「guntai9」を立ち上げる。2024年7月31日に『ASIAX』をリリースした。2024年11月22日に『G-SPOT』をリリースした。

## ディスコグラフィ
| タイトル | 発売日         | 出典   |
| -------- | -------------- | ------ |
| R-RATED  | 2020年12月19日 | [ 16 ] |
| 4D       | 2021年11月1日  | [ 17 ] |
| POP      | 2022年11月11日 | [ 18 ] |
| ASIAX    | 2024年7月31日  | [ 20 ] |
| G-SPOT   | 2024年11月22日 | [ 21 ] |